# Rusorán Péter
Rusorán Péter (Budapest, 1940. április 11. – Paloznak, 2012. február 14.) olimpiai bajnok magyar vízilabdázó, edző. A sportsajtóban Rusorán II-ként szerepelt. Testvére Rusorán Tibor vízilabdázó.

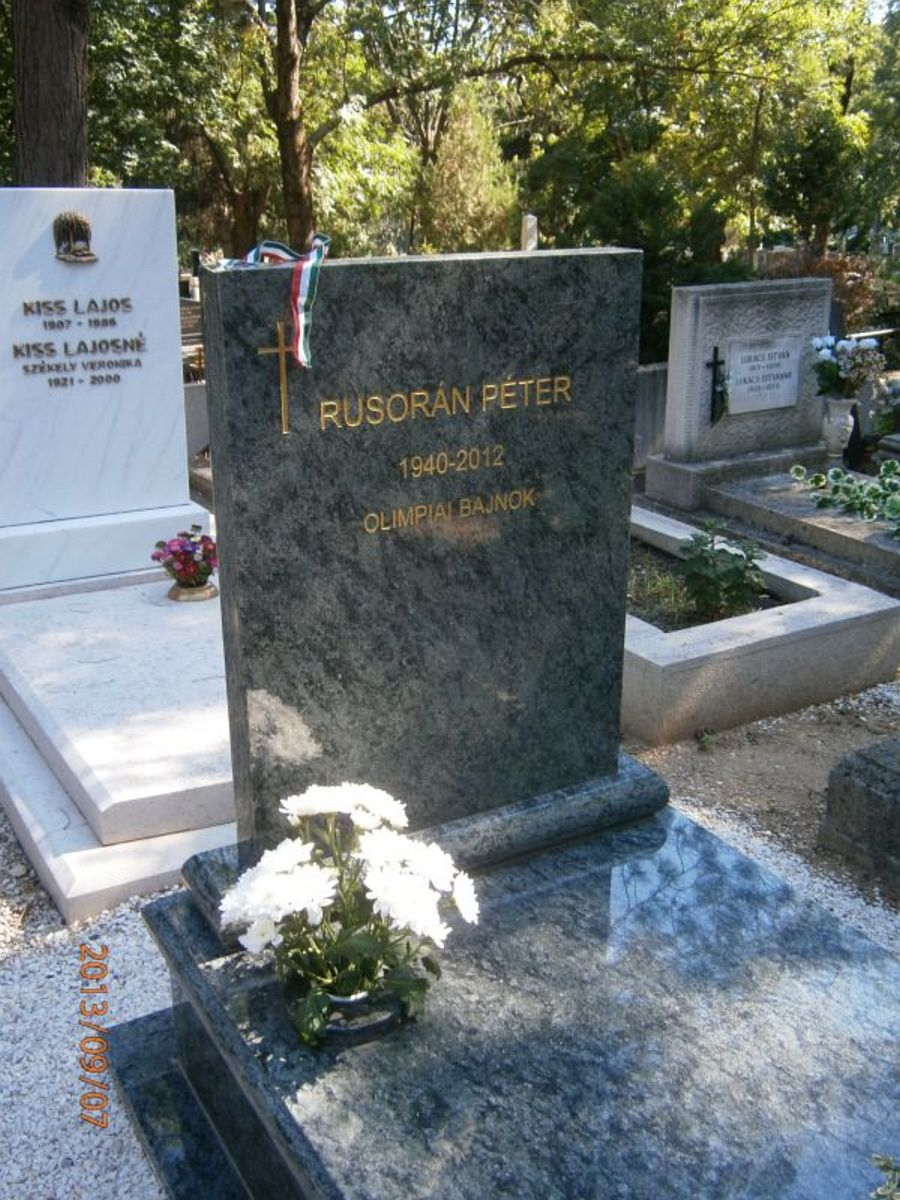
Sírja a Farkasréti temetőben (5/2-1-14)

## Sportpályafutása
1949-től a Fáklya Opera, 1952-től a Budapesti Vörös Meteor, 1961-től a Csepel Autó, majd 1969-től a Budapesti Vasas úszója és vízilabdázója volt. Jelentős sporteredményeket vízilabdázásban ért el. 1959-től 1968-ig nyolcvan alkalommal szerepelt a magyar válogatottban. Tagja volt az 1960-ban olimpiai bronzérmes és az 1964-ben olimpiai aranyérmes magyar csapatnak, az 1962. évi – magyar győzelemmel végződő – lipcsei Európa-bajnokságon azonban nem vett részt. Szintén nem volt tagja az 1968. évi olimpiára utazó válogatottnak. Az aktív sportolást 1972-ben fejezte be.

### Sporteredményei
- olimpiai bajnok (1964, Tokió)
- olimpiai 3. helyezett (1960, Róma)
- Európa-bajnoki 5. helyezett (1966, Utrecht)
- Universiade-győztes (1965, Budapest)
- Magyar Kupa-győztes (1971)

## Edzői pályafutása
Visszavonulása után a Testnevelési Főiskolán úszó- és vízilabda-szakedzői, majd vízilabda-mesteredzői oklevelet szerzett. 1972-től – többszöri, több éves megszakítással – 1986-ig a Vasas vezetőedzője volt. Irányításával a Vasas vízilabdacsapata hét magyar bajnoki címet nyert, illetve kétszer nyerte el a Bajnokcsapatok Európa Kupáját és egyszer a Kupagyőztesek Európa Kupáját. A Vasasnál edzőségét megszakítva 1978-tól 1979-ig az iráni válogatott, majd 1981-től 1982-ig a görög Ethnikosz vezetőedzője lett. 1983-ban – Mayer Mihály utódaként – a magyar válogatott szövetségi kapitányává választották. Irányításával a magyar válogatott az 1983. évi római Európa-bajnokságon második, az 1985. évi szófiai Európa-bajnokságon 5. helyezést ért el. 1985-ben lemondott, utóda Gyarmati Dezső lett. 1987-től ismét a görög Ethnikosz, 1990-től a Tungsram SC, 1991-től 1997-ig a berlini Spandau 04, majd a svájci SVVC Morgan vezetőedzője lett.

## Díjai, elismerései
- Mesteredző (1979)
- Vasas SC aranygyűrű (2006)
- Paloznak díszpolgára (2010)